# Gammelin
Gammelin es un municipio situado en el distrito de Ludwigslust-Parchim, en el estado federado de Mecklemburgo-Pomerania Occidental (Alemania), a una altitud de 50 metros. Su población a finales de 2016 era de 468 habs. y su densidad poblacional, 30 hab/km².

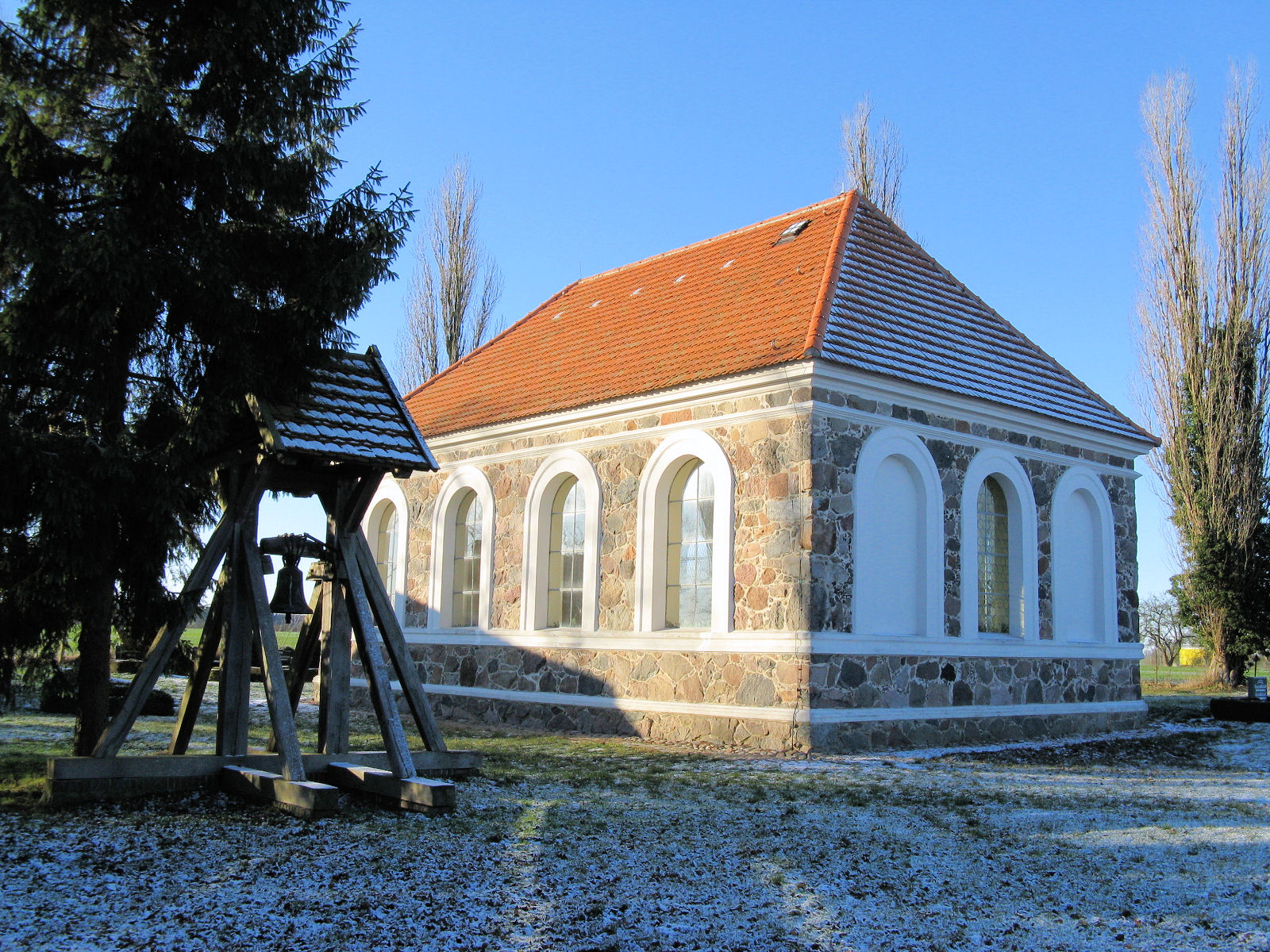
Capilla de Gammelin